# Partito Nazionale dell'Iran
Il Partito Nazionale dell'Iran è un piccolo partito politico iraniano, illegale.
Fondato nel 1951 da Dariush Forouhar, ucciso dopo la rivoluzione islamica.
Popolare tra gli studenti delle scuole superiori a Teheran negli anni '50, l'adesione al partito non ha mai superato le poche centinaia di persone.